# Andreas Düben
Andreas Düben (* 1597 in Leipzig; † 7. Juli 1662 in Stockholm) war ein deutscher Kapellmeister, Organist, Komponist und Vertreter der Norddeutschen Orgelschule. Sein Vater war Andreas Düben (1555–1625), Organist an der Thomas-Kirche in Leipzig und erster Repräsentant der Musikerfamilie Düben.
Er erhielt seine Ausbildung von 1614 bis 1620 in Amsterdam bei Sweelinck und übernahm ein Jahr nach seinem Umzug nach Schweden 1624 die Stelle als Hoforganist in Stockholm. Er blieb dieser Stadt treu und wirkte dort später noch als Organist der deutschen Kirche St. Gertrud und Hofkapellmeister der Königlich Schwedischen Hofkapelle (Kungliga Hovkapellet). Seine Nachfahren übernahmen das Amt des Hofkapellmeisters bis in die erste Hälfte des 18. Jahrhunderts.
Unter den wenigen von ihm erhaltenen Werken finden sich eine Motette, ein Miserere sowie einige Orgelkompositionen, in welchen er deutlich als Schüler Sweelincks zu erkennen ist.